# Tranvia Ca' de Soresini-San Giovanni in Croce
La tranvia Ca' de Soresini-San Giovanni in Croce era una breve diramazione della tranvia interurbana Cremona–Casalmaggiore, attiva tra il 1888 e il 1928.
La linea univa la stazione tranviaria di Ca' de Soresini, frazione di San Martino del Lago, al centro abitato di San Giovanni in Croce, dove era presente un raccordo con la stazione ferroviaria, posta sulla linea Parma–Brescia.

## Storia
La proposta della Casa Levi di Torino, datata 1879, prevedeva l'apertura di una linea tranviaria che utilizzasse il percorso della Strada giuseppina, collegando in questo modo Cremona a San Giovanni in Croce. Due anni dopo la deputazione provinciale, riprendendo il progetto della società torinese, delineò una diramazione che dalla località Ca' de Soresini, piegando verso meridione, arrivasse a Casalmaggiore.
Nel 1883 tra le proposte presentate dalla Deputazione provinciale la tranvia Cremona–Casalmaggiore assumeva interesse prevalente, mentre la Ca' de Soresini–San Giovanni in Croce, dell'originale progetto della Casa Levi, era prevista come diramazione.
La costruzione e l'esercizio della breve linea tranviaria era quindi vincolata all'assegnazione della concessione di quella principale. Il 13 giugno 1887, dopo diverse discussioni e proposte, fu firmata la concessione con la ditta Giovanni Biglia. In cambio di un sussidio pari a 9.500 lire al chilometro, di cui 2.500 versate dal comitato dei comuni interessati alla linea, la società si impegnava a costruire la linea tra Cremona e Casalmaggiore e le sue diramazioni. Nella concessione si previde che la tranvia Ca' de Soresini-San Giovanni in Croce fosse servita da tram a cavalli e che comunque il suo esercizio fosse a carattere sperimentale, nel senso che poteva essere abbandonata qualora si fosse rivelata troppo onerosa per la società.
La diramazione fu aperta il 15 settembre 1888.
Essa seguì le sorti della linea principale. La concessione di esercizio passò nel 1892 alla "Società tranvie nella provincia di Cremona" (STPC) di Torino, nel 1900 fu girata alla Società Nazionale Ferrovie e Tramvie (SNFT), mentre nel 1917 la tranvia fu riscattata dalla Provincia e gestita direttamente nell'ambito delle Tramvie Provinciali Cremonesi (TPC).
Il 28 febbraio 1916 fu presentato al consiglio provinciale un accordo della Deputazione con quella di Mantova relativo alla costruzione di una linea tranviaria tra San Giovanni in Croce e Gazzuolo. L'attraversamento della linea ferroviaria Parma-Brescia avrebbe richiesto fondi finanziari notevoli, che la provincia non aveva a disposizione quando furono riscattate le tranvie dalla SNFT, per cui il progetto fu abbandonato.
La tranvia funzionò regolarmente fino al 1º ottobre 1928, quando la TPC decise di sopprimere il servizio per sostituirlo con l'autolinea Ca' de Soresini-Rivarolo Mantovano. Il personale fu trasferito sulla Cremona-Asola.

## Caratteristiche
La linea, a binario unico, adottava lo scartamento standard di 1.445 mm ed era lunga 5,134 km.
All'inizio fu adottata la trazione a cavalli, che cedette il passo al tram a vapore con il passaggio alla Società Nazionale Ferrovie e Tramvie.

### Percorso
| Unused urban continuation backward |

| Unknown route-map component "uexBHF" |

| 25 |
| 0  |

| Unknown route-map component "uexCONTgq" | Unknown route-map component "uexABZgr" |  |

| Unknown route-map component "uexHST" |

| Unknown route-map component "uexBHF" |

| Unknown route-map component "uexKBSTe" |

| Unknown route-map component "CONTgq" | Station on transverse track | Unknown route-map component "CONTfq" |

La tranvia si diramava dalla linea Cremona-Casalmaggiore nei pressi della stazione di Ca' de Soresini, posta all'incrocio tra la strada provinciale Giuseppina (strada provinciale 87) e via Dante Aligheri (strada provinciale 70). La linea era la prosecuzione in corretto tracciato del tronco Cremona-Ca' de Soresini; tuttavia il servizio viaggiatori fu sempre espletato da corse autonome in coincidenza con i tram della linea principale. In seguito alla soppressione della linea per San Giovanni in Croce, fu mantenuta in efficienza la rimessa, il piano caricatore e il fabbricato viaggiatori dell'impianto.
La tranvia percorreva in sede promiscua la strada provinciale Giuseppina, mantenendosi sulla sinistra attraversando il centro abitato di Solarolo Rainerio, il quale era servito da una fermata.
La stazione capolinea di San Giovanni in Croce era sita in viale della stazione ferroviaria, poi via Grasselli Barni. Il fabbricato viaggiatori e la rimessa locomotive erano posti di fronte a piazza Dante Alighieri, mentre il piazzale binari e il piano caricatore occupavano il lato destro della strada. Un binario di scalo proseguiva verso il piazzale d'ingresso della stazione ferroviaria, allo scopo di favorire l'inoltro delle merci sulla ferrovia Parma-Brescia.

## Materiale rotabile
A seguito della sostituzione della trazione ippica con quella a vapore, sulla linea venne impiegato dalla TPC materiale rimorchiato e di trazione del parco sociale, banalizzato rispetto a quello utilizzato sull'intera rete della provincia.